# Glaciar de Bionnassay
O glaciar de Bionnassay parte do Dôme du Goûter e da Aiguille de Bionnassay na região de Ródano-Alpes do departamento francês da Alta Saboia. O glaciar cobre uma área de 4,73 km2 e tem 5 km de comprimento.
De notar que também há glaciar com o mesmo nome do lado italiano que se reúne com o glaciar de Miage.

## Acesso
De fácil acesso utilizando a ferrovia do Monte Branco, o TNB', que chega até à estação do Ninho da Águia (Nid d'Aigle).

## Catástrofe de 1892
O glaciar de Bionassay protagonizou indiretamente o maior acidente glaciar ocorrido em França nos últimos séculos. Na noite de 11 para 12 de julho de 1892, uma bolsa de água acumulada no interior do pequeno glaciar de Tête Rousse, situado monte acima ao pé da Aiguille du Goûter, rebentou a frente de gelo desse glaciar. Cerca de 200 000 m³ de água e 90 000 m³ de gelo pulverizado precipitaram-se para o vale seguindo o glaciar de Bionnassay e arrastando todo o tipo de detritos. O deslizamento de terra arrasou várias aldeias e chegou perto da localidade de Saint-Gervais, com um balanço de 175 mortos.